# Sociedad Geográfica y de Historia "Potosí"

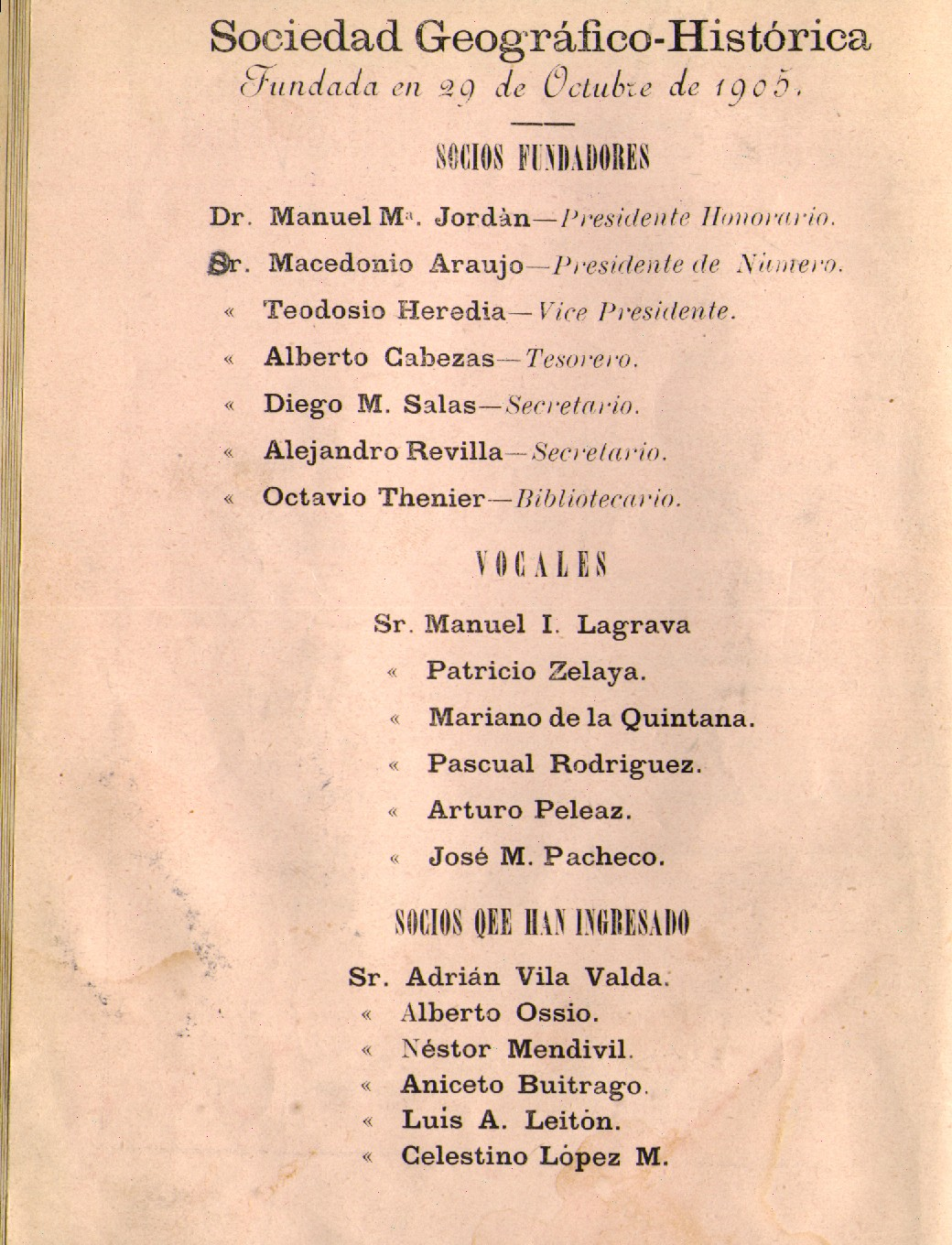
Primer directorio de la Sociedad Geográfica de 1905.

La Sociedad Geográfico y de Historia "Potosí" es una organización boliviana que promueve el estudio de la historia y geografía del departamento de Potosí en Bolivia.

## Historia

### Primera época
La Sociedad Geográfico y de Historia "Potosí" fue creada el 29 de octubre de 1905 por Macedonio Araujo en la ciudad de Potosí con el nombre de "Sociedad Geográfica histórica". La fundación oficial tuvo lugar el 10 de noviembre de 1905.
El 20 de diciembre de 1905 la Sociedad Geográfico y de Historia "Potosí" participa oficialmente en la celebración del centenario del nacimiento de Tomás Frías (presidente de Bolivia) en el acto público en el salón del Consejo Municipal de Potosí.
El 21 de diciembre de 1905, publica su primer boletín en Homenaje al centenario del nacimiento de Tomás Frías, conteniendo la documentación sobre su organización, discursos, estatutos y crónica.
En 1908 se publica un nuevo boletín conmemorando el centenario del nacimiento de José María Linares (presidente de Bolivia).
El 12 de junio de 1908 se produjo la “reinstalación de la Sociedad Geográfica” en el salón de la Universidad Autónoma Tomás Frías con la renovación del Directorio.

### Segunda época
En 1912 la Sociedad cambia su denominación a Sociedad Geográfica Potosí y se destaca la participación del historiador Luis Subieta Sagárnaga.

### Tercera época
En 1940 la Sociedad cambia su nombre a Sociedad Geográfico y de Historia "Potosí".

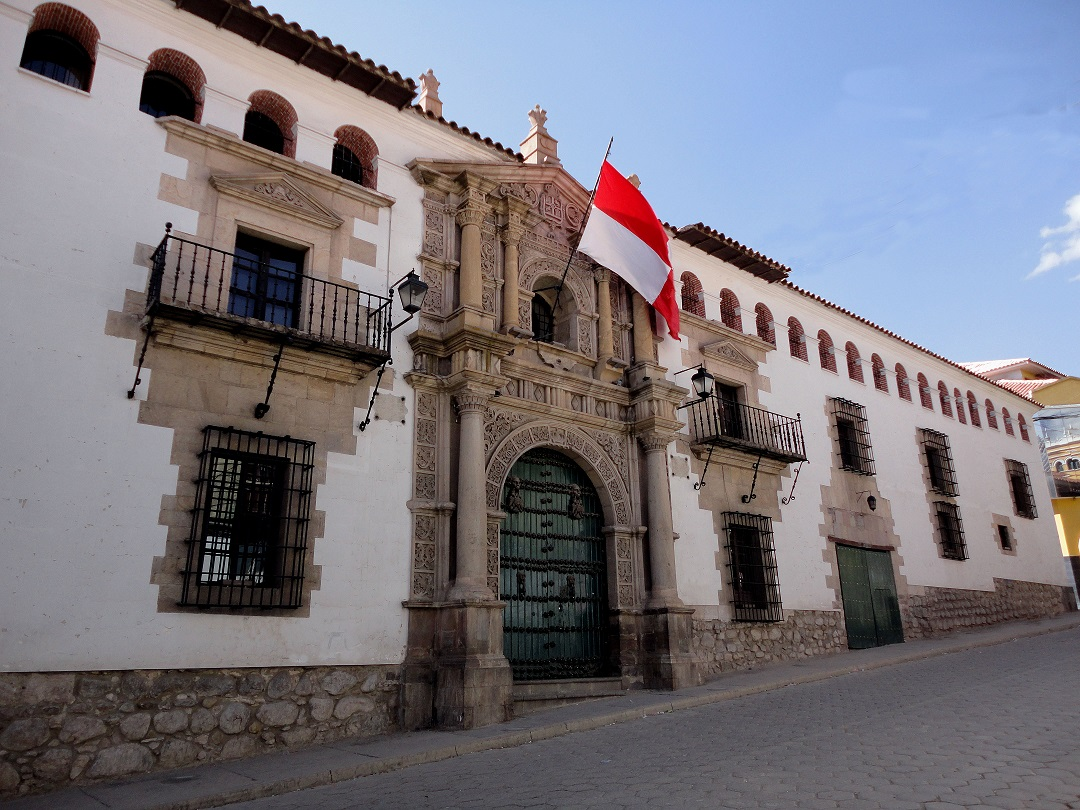
La Casa Nacional de Moneda de Potosí, hoy convertida en Museo y Archivo Histórico

En esta época destaca la participación de Alberto Berrios, Domingo Flores y Armando Alba. 
Por Ley de 5 de octubre de 1940, el Gobierno de Bolivia entrega a la Sociedad Geográfica y de Historia "Potosí", la administración y custodia de la Casa Nacional de Moneda, emprendiendo luego su total restauración con asesoramiento de arquitectos especializados, para convertirla en Museo y Archivo Histórico, considerados hoy entre los mayores del país.